# Найден Бъндев
Найден Минчев Бъндев е български революционер, деец на Вътрешната македоно-одринска революционна организация.

## Биография
Бъндев е роден в леринското село Горничево, тогава в Османската империя, днес Кели, Гърция. Получава основно образование. Влиза във ВМОРО. По време на Илинденско-Преображенското въстание Бъндев е начело на горничевската чета. След въстанието е четник. На 22 октомври 1906 година заедно с войводата Илия Попадийски разгромяват една андартска чета в село Сетина.
След смъртта на войводата Тане Стойчев през юни 1907 година заема неговото място и до Младотурската революция в 1908 година е лерински околийски войвода.